# Anita Lindblom
Anita Lindblom (Gävle, 14 dicembre 1937 – Mandelieu-la-Napoule, 6 settembre 2020) è stata un'attrice svedese.

## Biografia
Nata nella Gävleborgs län in Svezia, si sposò nel 1966 con Bo Högberg (attore che ha recitato ne Il colpo), per divorziare quattro anni dopo nel 1970.

## Filmografia
- Räkna med bråk (1957)
- Åsa-Nisse in movimento (1957)
- La modella in rosso (1958)
- Sistemiamo tutto (1961)
- Tre giorni in gabbia (1963)
- Giacche blu (1964)
- Tre giorni a zonzo (1964)
- 30 pinnar muck (1966)
- Monelli (1974)